# Президенти-Алвеш
Президенти-Алвеш (порт. Presidente Alves) — муниципалитет в Бразилии, входит в штат Сан-Паулу. Составная часть мезорегиона Бауру. Входит в экономико-статистический микрорегион Бауру. Население составляет 4179 человек на 2006 год. Занимает площадь 288,570 км². Плотность населения — 14,5 чел./км².

## Статистика
- Валовой внутренний продукт на 2003 составляет 38 472 573,00 реалов (данные: Бразильский институт географии и статистики).
- Валовой внутренний продукт на душу населения на 2003 составляет 9069,44 реала (данные: Бразильский институт географии и статистики).
- Индекс развития человеческого потенциала на 2000 составляет 0,763 (данные: Программа развития ООН).